# 孝儀純皇后
孝儀純皇后（穆麟德轉寫：hiyoošungga yongsonggo yongkiyangga hūwangheo；1727年10月23日—1775年2月28日），姓魏，姓氏满化为魏佳氏。内管领魏清泰之女，乾隆帝妃嬪之一，嘉庆帝生母。本為正黃旗包衣管領下人，逝世後抬旗入滿洲鑲黃旗。

## 早期生平
雍正五年（1727年）九月初九日出生，生母楊佳氏和祖母曾擔任過雍正元年立后封妃時宣册的女官，清朝的確有内管領福晉擔任冊封妃嬪、皇子福晉女官的實例。乾隆年間魏氏通過內務府選秀而入宮，入宫时间位份及待遇不明，僅知在乾隆十年十九岁時已經封為魏貴人。
乾隆帝御制詩《孝賢皇后陵酹酒》其中一句的「舊日玉成侶，依然身傍陪。」（乾隆帝自注：令懿皇貴妃為皇后所教養者今並附地宮。）推測魏佳氏有可能曾是皇后身邊學規矩女子，由內務府選秀入宮後，即被送到孝賢皇后位下學規矩，稱為「學規矩女子」，但暫時未見有確實證據。
乾隆十年（1745年) 正月二十三日，魏貴人詔封為令嬪，根据《鸿称通用》的记载，封号“令”对应的满文为“mergen”（墨尔根），意为“聪明的，睿智的”。同年十一月十七日，以工部尚書哈達哈為正使，内閣學士伍齡安為副使，冊封魏貴人為令嬪。
乾隆十三年（1748年）五月，令嬪、舒嬪已晉封為妃，陳貴人已晉封為嬪，陸常在、那常在、林常在已晉封為貴人，嫻貴妃與嘉妃此時並未晉封，七月，乾隆帝正式詔封嫻貴妃那拉氏为皇貴妃，嘉妃為貴妃、令嬪與舒嬪為妃、陳貴人為嬪。乾隆十四年（1749年）四月初五日，以协办大学士吏部尚书陈大受为正使，礼部侍郎木和林为副使，冊封令嬪為令妃。
乾隆十三年（1748年），在乾隆丧子、丧偶后的烦恼焦躁中，一连串皇亲和大官僚被贬责黜革（参见孝賢純皇后葬禮）。令嬪之父内管领清泰負責已故孝賢皇后供桌上的餑餑，因「遲誤獻供餑餑」而被罰，因他有「加四級」的官銜，便銷去所加二級抵，並罰杖打八十大板。應將內管領清泰、盛觀保即比照大祀牲牢玉幣黍稷之屬一事缺少者杖八十律，杖八十，系公罪，各降二級留任。查內管領清泰有加四級，應銷去所加二級抵現降二級，內管領盛觀保並無加級，應降二級留任。臣等未敢擅便，謹題請旨。朱批：依議。
乾隆十六年（1751年）令妃之父魏清泰去世；九月二十二日，奉旨：「令妃娘家包衣渾托和人 （即包衣管領人），著从本旗包衣牛錄撥出，欽此」；同月，乾隆帝赏赐令妃家人房屋田地，并为其家人还债。

## 後期生平

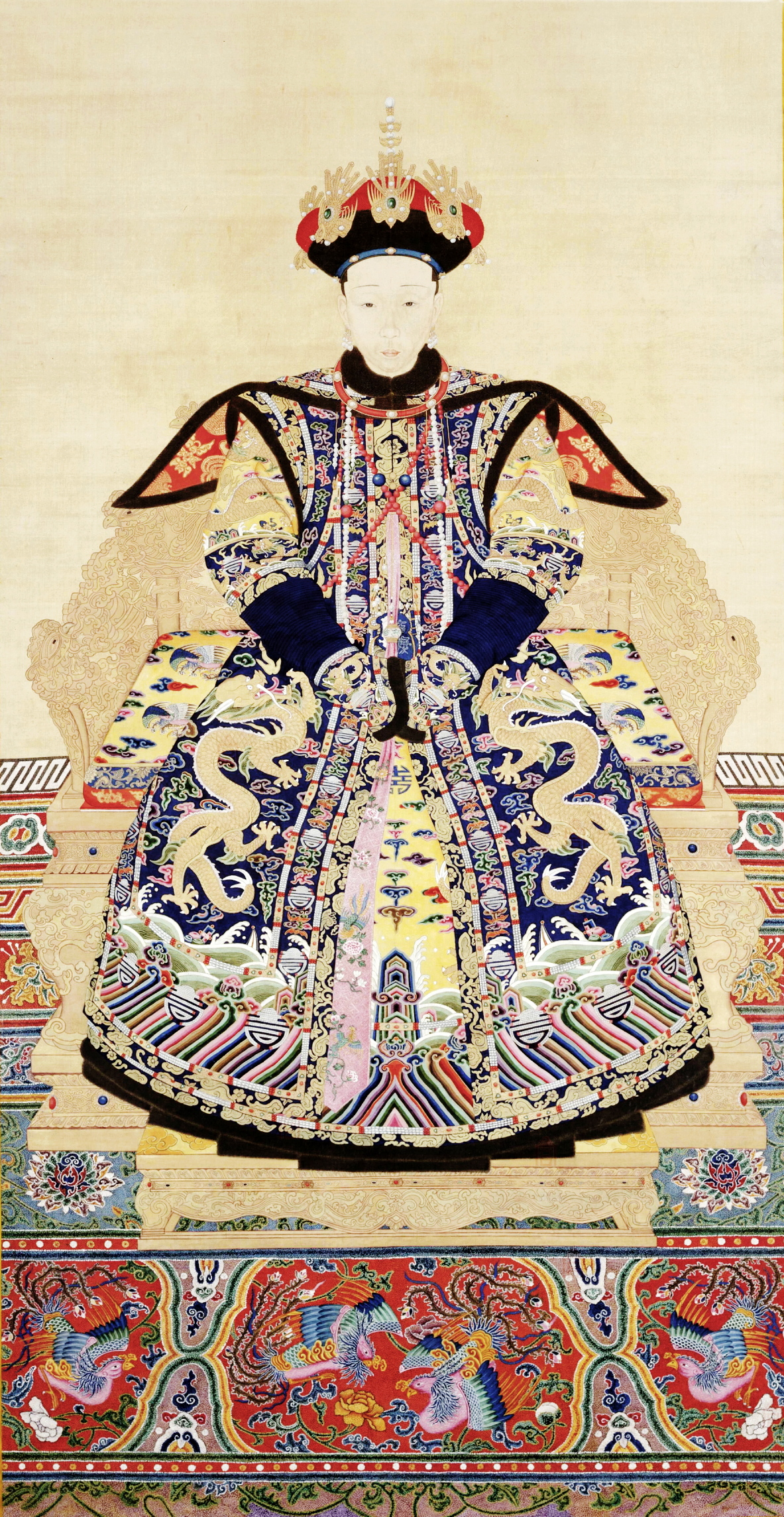
孝儀純皇后朝服像

乾隆二十一年（1756年）七月十五日，令妃在圓明園五福堂生下皇七女固倫和静公主。 同年，乾隆帝决定与成衮扎布、策布登扎布联姻，以“二人皆系额驸之子，谊属旧姻，今伊等办事奋勉可嘉，朕有小公主二人（皇六女与皇七女），伊弟兄倘有二三岁子嗣，即指为额驸”，年僅數歲的拉旺多尔济为二人唯一适龄子嗣，遂被确定为额驸。
乾隆二十二年（1757年）正月，令妃隨駕南巡；南巡途中正是令妃怀孕三到六个月的时候；同年七月十七日，生皇十四子永璐 。
乾隆二十三年（1758年）七月十四日，令妃生皇九女和碩和恪公主。八月二十六日，因忻貴妃戴佳氏所生皇六女夭折，令妃所生的皇七女被确立为联姻人选，指婚拉旺多尔济。
乾隆二十四年（1759年）閏六月初十日，因令妃遇喜而添炭和守月姥姥；九月二十四日，令妃的添炭和守月姥姥停止，說明令妃此時已小產。同年十一月二十日，詔封為令貴妃；十二月十七日，以大学士傅恒为正使，协办大学士刘统勋为副使，册封令妃為令貴妃；同月，乾隆帝赏赐令贵妃在养心殿临时居所一幅“多子图”。但令貴妃的貴妃儀仗到了五年後才補足。
乾隆二十五年（1760年）三月十八日，令貴妃所生的皇十四子永璐在種痘過程中病逝，没有得到谥号，祔葬于朱华山嫡兄端慧皇太子的园寝内规制最低的西侧砖券地宫内，居于皇十三子之次；同年十月初六日，令貴妃於圆明园的天地一家春生下皇十五子永琰，即後來的嘉慶帝。
乾隆二十七年（1762年）正月，令贵妃隨駕南巡。五月二十五日賞予令貴妃八角形銅鍍金架時刻鐘一座；七月初六日，广东巡抚讬恩多向皇帝进献贡物，进单中包括五盘朝珠，乾隆帝将其中的白玉透雕朝珠一盘赏令贵妃。十一月三十日，令贵妃生皇十六子，根据十六阿哥生辰日期可推出，令贵妃是在南巡途中怀孕。
乾隆三十年（1765年）正月十五日，令贵妃隨駕南巡；三月十七日，皇十六子去世。同样没有得到谥号，祔葬于朱华山嫡兄端慧皇太子的园寝内规制最低的西侧砖券地宫内，居于皇十三子之次。五月初九日，令貴妃晋封為皇貴妃；六月十一日，行皇貴妃冊封禮。八月十七日，乾隆帝将皇贵妃的垂挂升级为翟尾垂“四等珍珠二百五十五”，金约垂“四等珍珠二百四十九”，提高了皇贵妃的一些待遇。有清一代被封为摄六宫事皇貴妃只有二人，分别是继皇后那拉氏和道光帝的孝全成皇后，二人皆很快成為繼后。嘉慶帝的孝和睿皇后冊立皇后之前被封為皇贵妃，雖旨意無攝六宮事字樣，當時已成為太上皇的乾隆帝早已確定其繼立為皇后。魏佳氏雖然被晉封為皇貴妃，但乾隆帝並不打算冊封其為皇后。
乾隆三十一年（1766年）正月初八日的內務府滿文奏折顯示，懷孕晚期的皇貴妃接替被幽禁翊坤宮後殿的繼皇后那拉氏，辦理上元令节内庭主位的餑餑桌張以及詣居圓明園事宜。五月十一日生皇十七子永璘。乾隆三十年七月至十月期间，乾隆帝在热河围猎，皇贵妃随驾，所以魏氏这一次依然是在随驾途中怀孕。
乾隆三十二年（1767年）八月二十九日，和碩和嘉公主报病急；九月初一日身在熱河的乾隆帝下旨，命留京辦事王大臣通知章嘉活佛和留在北京的皇贵妃魏氏等人要他们去公主府探病。此處可見乾隆並沒有帶上令皇貴妃到行宮，只讓其留在宮中。九月初六日，「皇貴妃額涅、內廷主位等前來，奴才 (和碩額駙福隆安) 於門外跪迎，皇貴妃額涅令奴才上前到車旁謁見。探望公主出來後，奴才送行時，又囑咐奴才稱：看來，公主尚似無礙，你不必過於憂愁焦躁。」怎料，九月初七日，和嘉和硕公主病情急變，皇贵妃急忙带着景仁宮穎妃、翊坤宮婉嬪、七公主、九公主，以及在壽康宮寡居的皇子福晋们赶到公主府，去見她最後一面。九月初十日，皇貴妃等往和嘉公主府弔喪。
乾隆三十五年 (1770年) 正月，七公主獲封為固倫和靜公主。七月二十一日下嫁蒙古超勇親王策棱之孫拉旺多尔济。乾隆三十五年《军机处随手登记档》：“三月初三日……又德保恭请皇太后皇贵妃安折各乙件”，这里说的是“各乙件”，说明折子是分开上，单独呈给时为皇贵妃的魏佳氏。上请安折子的人叫德保，时为广东巡抚，出身于内务府世家索绰络氏，以进士入仕，最后官至礼部尚书。他的女儿曾是皇贵妃（时为令妃）宫中学规矩的瑞常在，后晋封瑞贵人。上这道请安折时，瑞贵人已去世五年。但大概由于女儿与皇贵妃曾经的关系，所以即使女儿去世后，德保仍然向她请安。
乾隆三十六年（1771年）二月，皇贵妃随驾东巡泰山及曲阜。十二月，九公主獲封為和硕和恪公主。
乾隆三十七年（1772年）八月，九公主公主下嫁協辦大學士、一等武毅謀勇公兆惠之子札兰泰。
乾隆三十八年（1773年），皇贵妃所生兒子皇十五子永琰被乾隆帝秘密立为皇储。三十八年十月，九公主生下一女。
乾隆三十九年（1774年）四月二十七日，皇十五子永琰大婚，娶和尔经额之女喜塔腊氏为福晋。

## 逝世
皇貴妃在乾隆三十九年底与乾隆帝从热河回宫之後生病，期间在养心殿东耳房体顺堂养病。
乾隆四十年（1775年）正月初十皇贵妃所生的七公主去世。正月二十五日，奉旨：「著將皇貴妃娘家抬入滿州鑲黃旗，如何辦理編牛錄后抬旗之處，命内務府大臣會同該旗大臣等查例後定議具奏。」正月十一日和正月二十七日，乾隆帝两次回宫探望生病的皇贵妃。正月二十九日皇貴妃薨逝，享年四十九歲，乾隆帝公開皇貴妃去世的消息的同時便稱皇貴妃為令懿皇贵妃；乾隆帝命八阿哥同福晋、十二阿哥同福晋、十五阿哥同福晋、大阿哥长子绵德同福晋、五阿哥第五子绵亿在宫内为皇贵妃穿孝，六阿哥、四阿哥长子绵惠、九公主、七额驸拉旺多尔济、九额驸扎兰泰、三阿哥长女额驸丹巴多尔济、四公主长子丰绅济伦在宫外为皇贵妃穿孝，六阿哥、尚书永贵、总管内务府大臣金简总理皇贵妃的丧仪。二月十一日，命简亲王丰讷亨为正使，协办大学士吏部尚书官保为副使，赍册宝、诣静安庄，冊諡皇貴妃為令懿皇貴妃；十月二十六日，祔葬於勝水峪地宮（今裕陵）。“令懿皇贵妃”（谥号“令懿”的“令”，与原封号满文相同，“懿”的满文为“fujurungga”，意为有文采、风采翩翩、风姿、懿美）。
乾隆帝曾写《令懿皇贵妃挽诗》纪念她：儿女少年甫毕姻，独遗幼稚可怜真。（皇十五子昨年始毕婚。七公主、九公主皆近年甫下降。皇十七子则方十一岁也。）兰宫领袖令仪著，萱戺殷勤懿孝纯。了识生兮原属幻，所惭化者近何频？（前年豫妃、去年庆贵妃、今年皇贵妃，连遭薨逝，是以为惭而。）强收悲泪为欢喜，仰体慈帏度念谆。

## 身後
乾隆六十年（1795年）九月初三日，乾隆帝宣示皇十五子顒琰為皇太子，同時追赠皇太子生母魏佳氏為孝儀皇后。（谥号“仪”，满文为“yongsunggo”，意为“有礼的”）。十月，命睿亲王淳頴为正使，郑亲王乌尔恭阿为副使，恭赍册宝诣裕陵，冊謚魏佳氏為孝儀皇后。經嘉慶、道光兩朝加諡，諡號全稱為：孝儀恭順康裕慈仁端恪敏哲翼天毓聖純皇后。
而在魏氏升祔奉先殿前夕，乾隆帝曾就典禮安排上下達諭旨曰：「孝儀皇后神牌升祔奉先殿，前期告祭天、地、太廟一事，亦未免失當。孝儀皇后，乃朕因系嗣皇帝生母，恩旨冊贈。止應於奉先殿祭告。若因此而舉行天地廟祀大典，轉鄰於瀆。已著不必舉行。」乾隆帝認為，魏氏的皇后之位，純粹因為兒子被選為繼承人的緣故，才推恩追贈，沒有舉行天地廟祀大典的必要，只需祭告奉先殿，也沒有對外頒詔天下。
另外，魏氏母家因成為國戚而獲封三等承恩公，侄孫花沙布襲一等承恩侯，然而在乾隆六十年至嘉慶四年年間，未見有按前例賞賜皇后母家官房的記錄。到嘉慶帝親政後，就有檔案記錄其下旨把花沙布所租住的官房賜給他，估計在此前花沙布都是租住官房。
嘉庆元年十二月初三日、嘉庆二年十一月初六日，乾隆帝几次嘱咐嘉庆帝在其去世后，养心殿佛堂及圆明园安佑宫只供奉生父（乾隆帝）和生母（孝仪皇后）的神牌。此年乾隆帝携嘉庆帝祭拜孝贤皇后和孝仪皇后曾写下《孝贤皇后陵酹酒》一诗：吉地临旋跸，种松茂入云。暮春中浣忆（孝贤皇后于戊辰三月十一日大故，偕老愿虚不堪追忆），四十八年分（自戊辰至今已四十八年矣）。携叩新皇帝，酹觞太上君。母应以子贵（令懿皇贵妃为子皇帝生母，从前殡入地宫即令近附孝贤皇后之侧，今伊子绍登大宝晋册为孝仪皇后，正春秋母以子贵之义也），名正顺言欣。
嘉庆四年二月初二日，仁宗命庄豫德和冯宁依照孝儀皇后像仿画一幅。畫像的衣纹著清柱和嵩贵依照皇后的衣纹式样绘画。按照慣例裱挂一轴，配以象牙轴头，又用万寿锦做囊套。寿皇殿长年供奉高宗纯皇帝圣容的暖阁内，亦供奉过孝贤皇后、孝仪皇后的御容玻璃挂屏、插屏，作為高宗神龛內的陈设物品之一。每年的除夕至次年正月初二日，都會于寿皇殿正殿内安设「一帝二后」形式的大型屏风，供奉元配皇后孝賢皇后和嗣皇帝之生母皇后。

## 人物軼事
根据敦祟记载：“孝懿(仪)纯皇后者，仁宗睿皇帝嘉庆之母也，有淑德。 高宗欲授后族官，后曰，“彼等无教，不能尽为官，但人给兵，一兵丁之饷足矣，不必官也。”故魏佳氏子弟，生而当兵，其材可为官者，听其进取，然亦无甚显者，可谓能见其远矣。”
1928年7月，軍閥孫殿英盜掘了裕陵及慈禧陵後，住在天津的溥儀派遺臣載澤、耆齡、寶熙等人到東陵處理善後工作。在清理裕陵地宮時，在棺床西邊的兩棺間發現了穿著黃色袍服，皮肉完好，面目如生，并有笑容，無腐爛，且兩腮及嘴下多皺紋，牙齒未完全脫落的孝儀純皇后的遺體。宝熙在日记中是这样记载的：午后于石床西边两棺之间发现后妃玉体一，幸未损伤脱失……敬审其貌，颏多皱纹，齿未全脱，似五六十岁人，而皮骨俱存，丝毫未腐，笑容圆相，有如古佛，诚异事也。徐榕生在日记中记道：忽于地宫西南隅两棺之间衾襚之下，觅得后妃玉体一，身着宁稠云龙袍，已一百四五十年之久，面目如生，并有笑容，年约五十岁，耳环尚在。一足着黄缎朝靴，又于侧近拾得一靴一袜。以水濯之，靴之花纹与着于足者同（袜亦有花纹），不知是后是妃也。
1932年3月4日，齐如山在《国剧画报》第一卷第七期发表《嘉庆生母为歌者之传说》一文，并刊登《景山观德殿旁所祀之神像》照片。其中提到旧升平署正殿曾供奉一位“喜音圣母”为嘉庆帝生母，遗言按照戏中打扮、供于升平署中，神像前案供奉有有嘉庆道光两位皇帝神牌。

## 画像

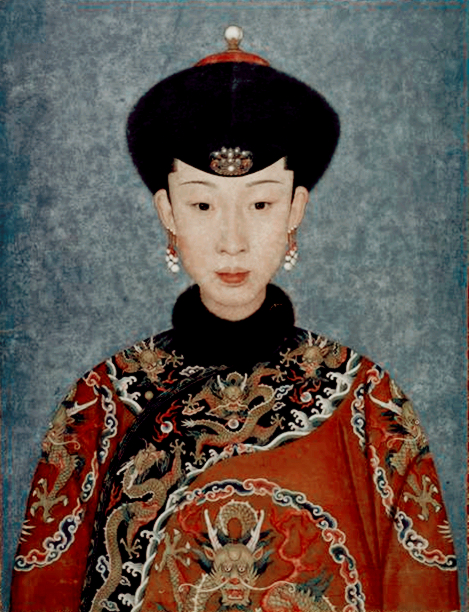
吉服像之一
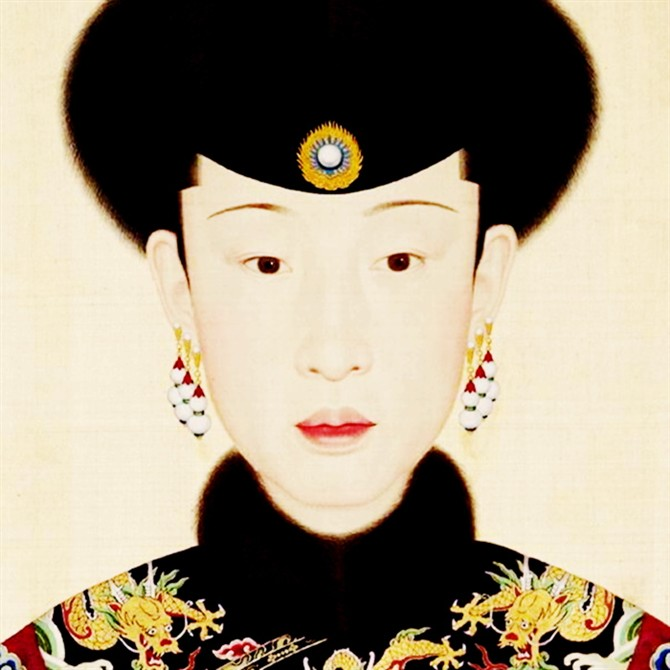
吉服像之二
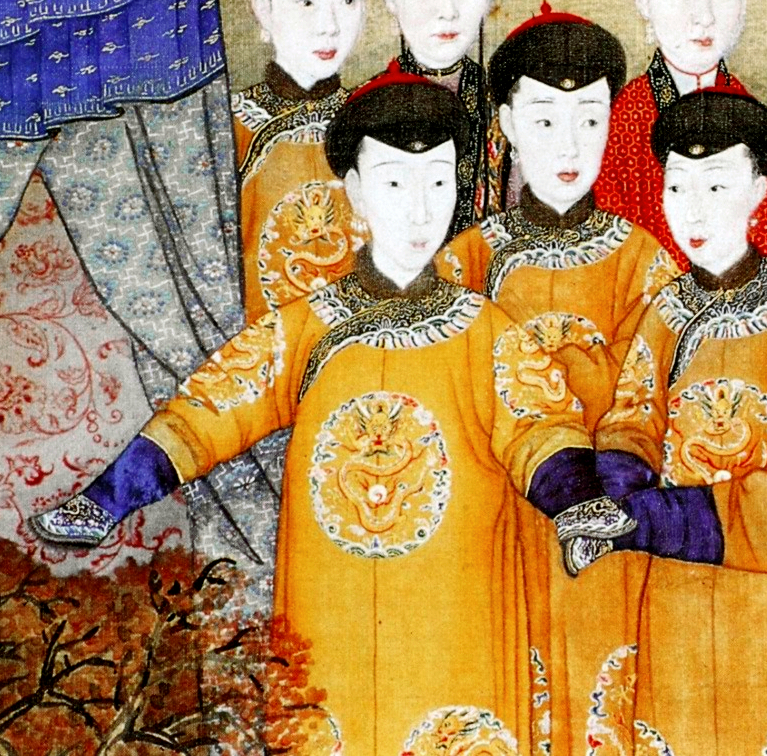
与乾隆的其他嫔妃
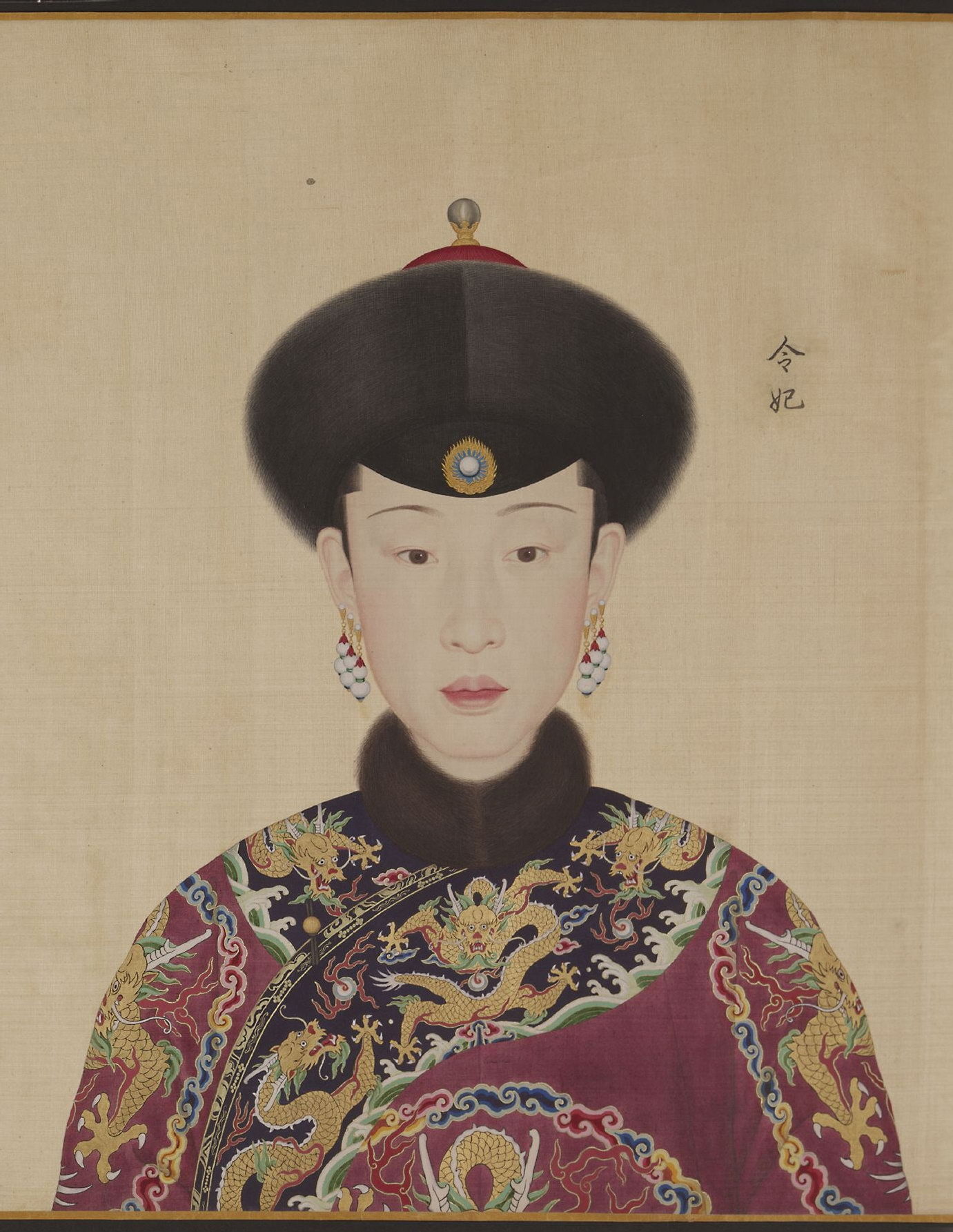
令妃畫像
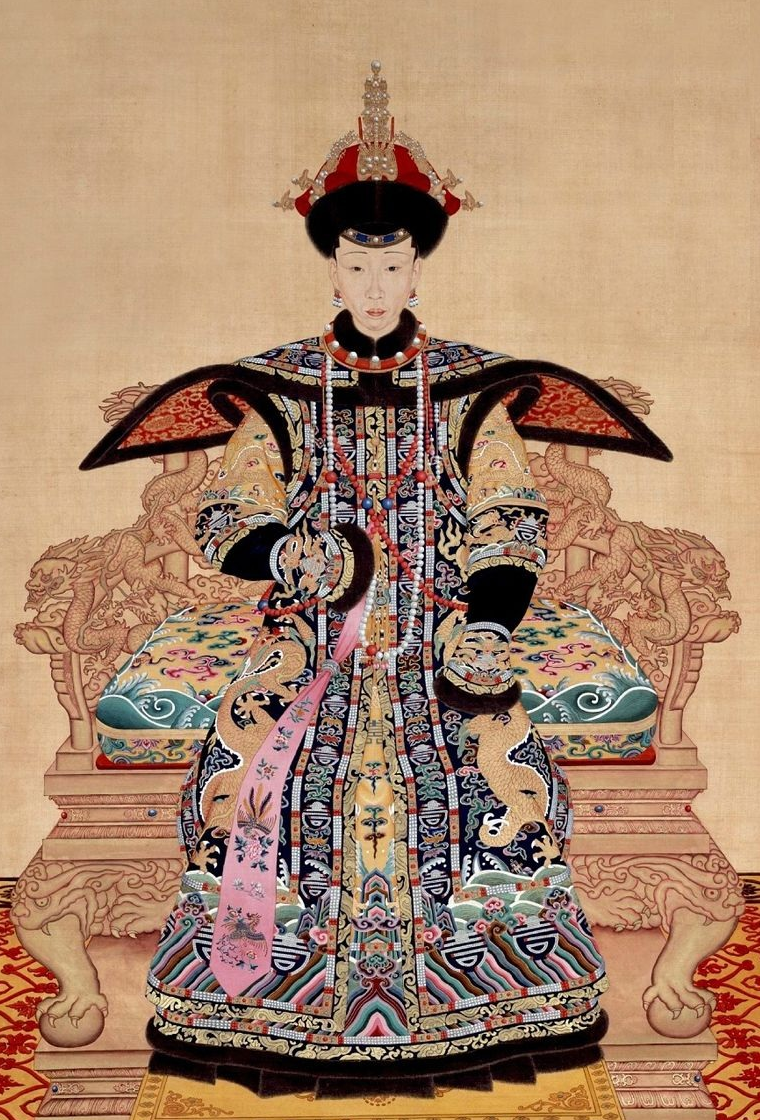
孝儀純皇后朝服像

## 家族
| \| \| \| \| \| \| \| \| \| \| \| \| \| \| \| \| \| \| \| \| 高祖父：失考（為正黃旗包衣管領下人魏授恩之子） \| \| \| \| \| \| \| \| \| \| \| \| \| \| \| \| \| \| \| \| \| \| \| \| \| \| \| \| \| \| \| \| \| \| \| \| \| \| \| \| \| \| \| \| \| \| \| \| \| \| \| \| \| \| 曾祖父：護軍校魏嗣興 \| \| \| \| \| \| \| \| \| \| \| \| \| \| \| \| \| \| \| \| \| \| \| \| \| \| \| \| \| \| \| \| \| \| \| \| \| \| \| \| \| \| \| \| \| \| \| \| \| \| \| \| \| \| 祖父：內務府總管魏士宜 \| \| \| \| \| \| \| \| \| \| \| \| \| \| \| \| \| \| \| \| \| \| \| \| \| \| \| \| \| \| \| \| \| \| \| \| \| \| \| \| \| \| \| \| \| \| \| \| \| \| \| \| \| \| 父：內管領、追封三等公魏清泰 \| \| \| \| \| \| \| \| \| \| \| \| \| \| \| \| \| \| \| \| \| \| \| \| \| \| \| \| \| \| \| \| \| \| \| \| \| \| \| \| \| \| \| \| \| \| \| \| \| \| \| \| \| \| 孝儀純皇后魏佳氏 \| \| \| \| \| \| \| \| \| \| \| \| \| \| \| \| \| \| \| \| \| \| \| \| \| \| \| \| \| \| \| \| \| \| \| \| \| \| \| \| \| \| \| \| \| \| \| \| \| \| \| \| \| \| 母：一品誥命夫人楊佳氏 \| \| \| \| \| \| \| \| \| \| \| \| \| \| \| \| \| \| \| \| \| \| \| \| \| \| \| \| \| \| \| \| \| \| \| \| \| \| \| \| \| \| \| \| \| \| \| \| \| \| \| \| |                                                |  |  |  |  |  |  |  |  |  |  |  |  |  |  |  |
| |                                                |  |  |  |  |  |  |  |  |  |  |  |  |  |  |  |
| | 高祖父：失考（為正黃旗包衣管領下人魏授恩之子） |  |  |  |  |  |  |  |  |  |  |  |  |  |  |  |
| |                                                |  |  |  |  |  |  |  |  |  |  |  |  |  |  |  |
| |                                                |  |  |  |  |  |  |  |  |  |  |  |  |  |  |  |
| | 曾祖父：護軍校魏嗣興                           |  |  |  |  |  |  |  |  |  |  |  |  |  |  |  |
| |                                                |  |  |  |  |  |  |  |  |  |  |  |  |  |  |  |
| |                                                |  |  |  |  |  |  |  |  |  |  |  |  |  |  |  |
| | 祖父：內務府總管魏士宜                         |  |  |  |  |  |  |  |  |  |  |  |  |  |  |  |
| |                                                |  |  |  |  |  |  |  |  |  |  |  |  |  |  |  |
| |                                                |  |  |  |  |  |  |  |  |  |  |  |  |  |  |  |
| | 父：內管領、追封三等公魏清泰                   |  |  |  |  |  |  |  |  |  |  |  |  |  |  |  |
| |                                                |  |  |  |  |  |  |  |  |  |  |  |  |  |  |  |
| |                                                |  |  |  |  |  |  |  |  |  |  |  |  |  |  |  |
| | 孝儀純皇后魏佳氏                               |  |  |  |  |  |  |  |  |  |  |  |  |  |  |  |
| |                                                |  |  |  |  |  |  |  |  |  |  |  |  |  |  |  |
| |                                                |  |  |  |  |  |  |  |  |  |  |  |  |  |  |  |
| | 母：一品誥命夫人楊佳氏                         |  |  |  |  |  |  |  |  |  |  |  |  |  |  |  |
| |                                                |  |  |  |  |  |  |  |  |  |  |  |  |  |  |  |
| |                                                |  |  |  |  |  |  |  |  |  |  |  |  |  |  |  |

## 影视作品
- 電視劇

| 年份 | 劇名                     | 演員   | 剧中姓名、称谓 |
| 1989 | 滿清十三皇朝             | 陳迪華 | 令妃、令贵妃、令皇贵妃 |
| 1997 | 还珠格格第一部           | 娟子   | 令妃 |
| 1998 | 还珠格格第二部           | 娟子   | 令妃 |
| 2001 | 风流才子纪晓岚           | 陈莎莉 | 魏贵妃 |
| 2001 | 九岁县太爷               | 高宝宝 | 魏贵妃 |
| 2003 | 还珠格格第三部：天上人間 | 陳莉   | 令妃 |
| 2006 | 少年嘉庆                 | 莊庆宁 | 令貴妃 |
| 2007 | 鐵咀銀牙                 | 陈敏之 | 儀貴妃、皇后 |
| 2010 | 大內低手                 | 王靜   | 令懿貴妃 |
| 2011 | 新还珠格格               | 刘晓晔 | 令妃 |
| 2018 | 如懿傳                   | 李纯   | 衞嬿婉（四執庫宮女、大阿哥宮女、花房宮女、啟祥宮宮女、御前宮女、衞答應、衞常在、炩貴人、炩嬪、炩妃、炩貴妃、皇貴妃）追谥孝仪纯皇后 |
| 2018 | 延禧攻略 金枝玉葉        | 吴谨言 | 魏瓔珞（繡坊宮女、長春宮宮女、辛者庫宮女、長春宮宮女、圓明園宮女、魏貴人、令嬪、令妃、令貴妃、皇貴妃）                             |
| 2022 | 嘉慶君遊台灣             | 葉麗娜 | 蘭姨、令妃 |

## 延伸阅读
[在维基数据编辑]
 《清史稿/卷214》，出自趙爾巽《清史稿》
 在维基共享资源阅览影像